# Давньоруська церква (Володимирська вулиця)
Давньоруська церква на Володимирський вулиці — православний храм у Старому Києві, збудований у ХІ столітті. Залишки церкви були знайдені 1833 року на розі сучасних Володимирської та Ірининської вулиць. Ідентифікація церкви є дискусійної: першовідкривач, К. Лохвицький, вважав її Ірининською церквою Ярослава Мудрого, ця думка була канонічною у XIX сторіччі. До цього ж схилявся і Ю. Асєєв, тоді як М. Каргер, П. Раппопорт та В. Козюба вважали Ірининською церквою споруду знайдену в садибі митрополичого двору (вулиця Стрілецька), церква же на Володимирській вулиці на їхню думку має невідому посвяту. За думкою Л. Махновця споруда була церквою Успіння Богородиці, за Д. Вортманом — церквою Янчиного монастиря. Існувала до 18 сторіччя, коли була розібрана.

## Історія
У 1830-х роках розпочалися роботи по розплануванню Старого міста та знесенню старих валів. У 1833—1835 роках археолог Кіндрат Лохвицький розкопав руїни храму, що збереглися на досить велику висоту. Було знайдено уламки фресок, склепи з похованнями в шиферних саркофагах. 1846 року було продовжено археологічні пошуки. А вже 1853 року при розплануванні траси Володимирської вулиці руїни було остаточно розібрано.
Коли у 1913—1914 роках розпочалося спорудження будівлі Земства (нині будинок СБУ), археологом С. Вельміним було проведено археологічні розкопки, здійснено реконструкцію плану храму.

## Ірининський стовп
Однак, щоб увіковічнити пам'ять про цей храм, тоді ж було вирішено зберегти один стовп храму. 1853 року його було оздоблено давньоруською цеглою та увінчано невеликим куполом із хрестом. Відтоді за цією пам'яткою закріпилася назва стовпа Св. Ірини або Ірининського пам'ятника.
На жаль, ця унікальна пам'ятка також не пережила 1930-ті роки. 1932 року керівництво «Київоблкомунбуду» видало розпорядження про знищення пам'ятки під приводом, що стовп «перешкоджає руху автотранспорту». Увечері 28 березня 1932 року пам'ятник було зруйновано. Точність часу руйнування збереглася завдяки щоденниковому запису Федора Ернста: «Вввечері 11–12 год. бачив, як кінчають руйнувати Іринин пам'ятник».

## Ірининська церква
Ірининський храм у місті Ярослава було засновано в 1030-х роках одночасно із Георгіївським монастирем. Літопис про цю подію пише так: «У рік 6545 (1037) … [він звів] монастир святого Георгія [Побідоносця] і [монастир] святої Орини». Названо монастир та головний храм було на честь небесної покровительки дружини Ярослава Мудрого Інгігерди (у хрещенні Ірини) — Святої Ірини. Це був досить великий багатобаневий храм у візантійському стилі.
Храм вцілів під час монголо-татарської навали 1240 року. У XVII столітті при розширенні кріпосних валів Старого міста руїни церкви були засипані землею, та існували у такому вигляді до XVIII сторіччя.

## Галерея

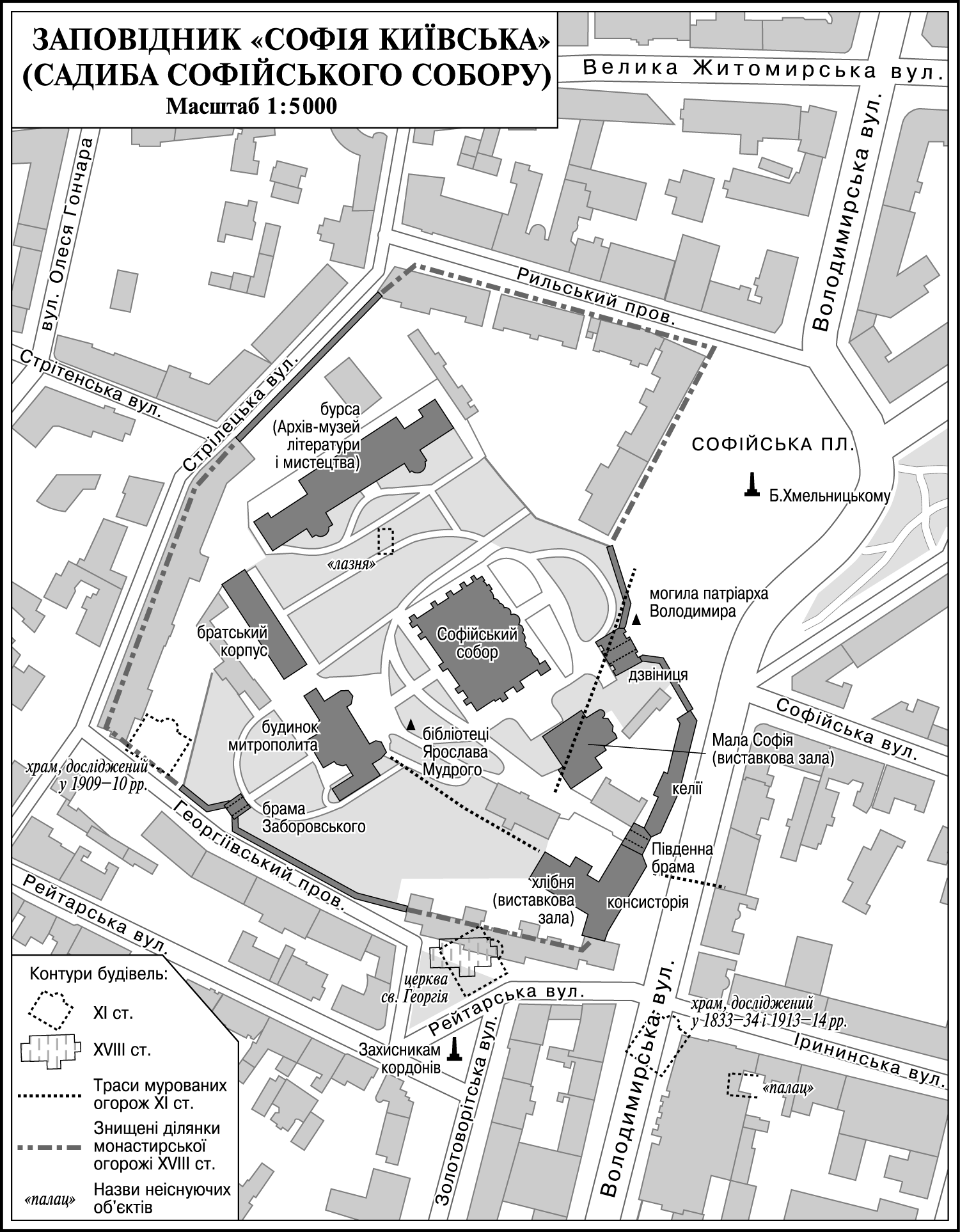
Мапа заповіднику «Софія Київська» з позначенням давньоруських споруд.
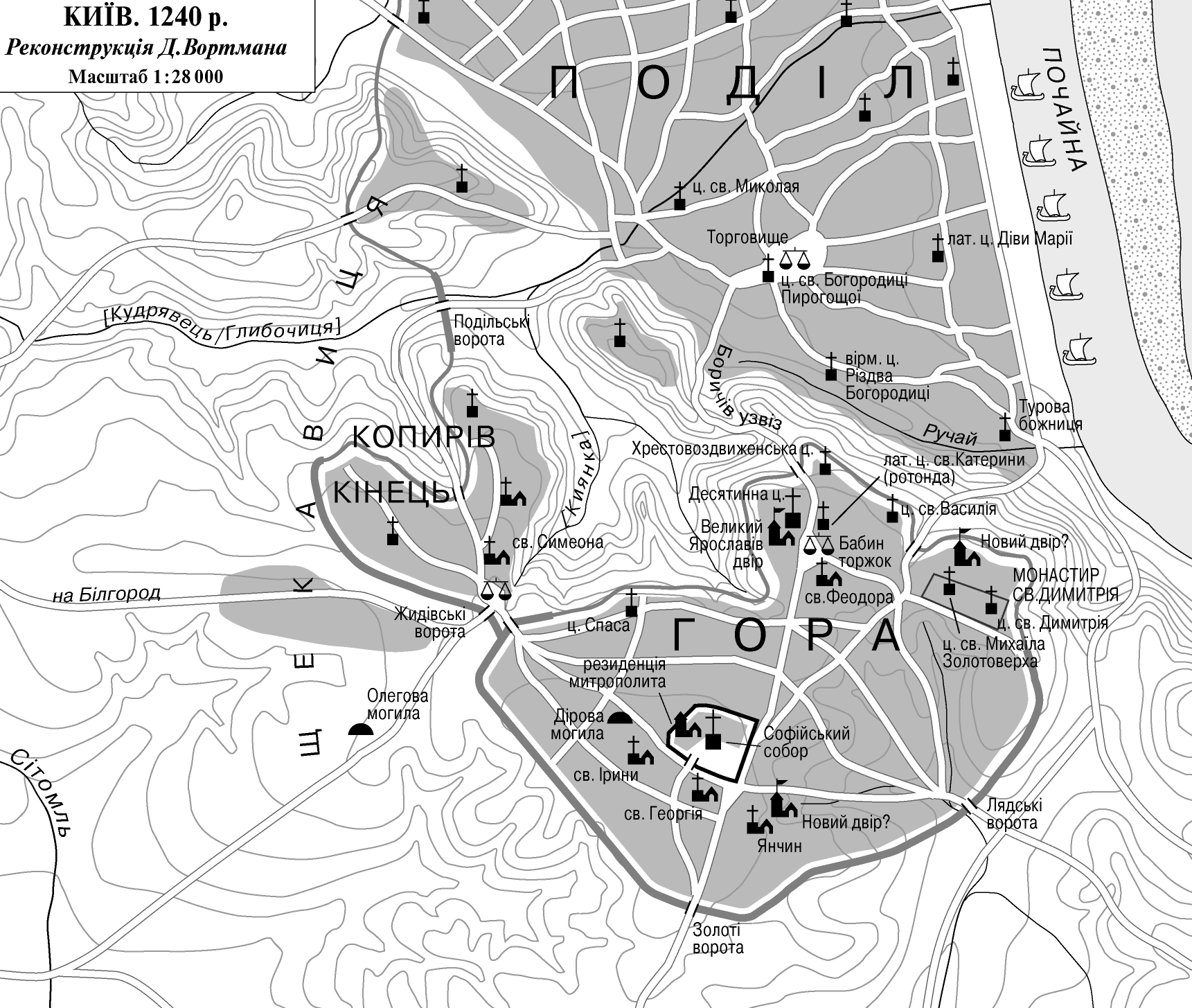
Київ у 1240 році. Реконструкція Д. Вортмана. Споруда на Володимирський вулиці позначена як Янчин [монастир].
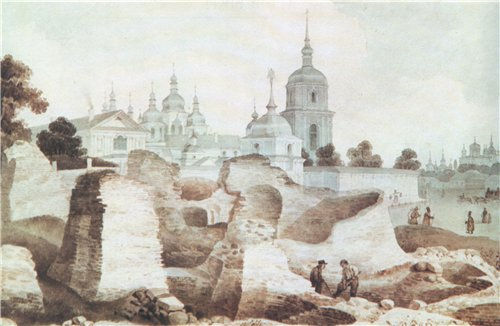
Руїни церкви на розі Володимирської та Ірининської вулиць. Малюнок М. Сажина, 1840-і рр.
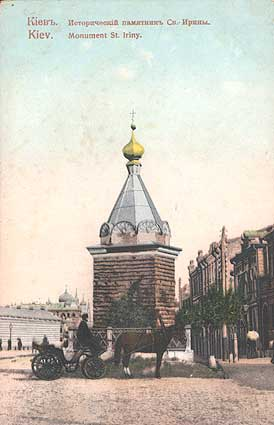
Ірининський стовп.